# Pacific Nations Cup 2007
Der Pacific Nations Cup 2007 war ein Rugby-Union-Turnier im pazifischen Raum. Beteiligt waren die Nationalmannschaften von Fidschi, Japan, Samoa und Tonga sowie die Auswahlteams Australien A und Junior All Blacks. Mit der Aufnahme der Australier handelte es sich um eine Erweiterung des im Vorjahr eingeführten Turniers Pacific 5 Nations. Zwischen dem 19. Mai und dem 24. Juni 2007 fanden 15 Spiele statt, wobei jede Mannschaft je einmal gegen die fünf anderen antrat. Den Titel gewannen zum zweiten Mal die neuseeländischen Junior All Blacks.

## Tabelle
|    | Team              | Spiele | Siege | Unent. | Ndlg. | Spiel- punkte | Diff. | Bonus- punkte | Tabellen- punkte |
| -- | ----------------- | ------ | ----- | ------ | ----- | ------------- | ----- | ------------- | ---------------- |
| 1. | Junior All Blacks | 5      | 5     | 0      | 0     | 228:34        | + 194 | 5             | 25               |
| 2. | Australien A      | 5      | 3     | 1      | 1     | 172:104       | + 68  | 2             | 16               |
| 3. | Samoa             | 5      | 3     | 0      | 2     | 96:67         | + 29  | 1             | 13               |
| 4. | Fidschi           | 5      | 1     | 1      | 3     | 70:115        | − 45  | 3             | 9                |
| 5. | Tonga             | 5      | 1     | 0      | 4     | 69:184        | − 115 | 1             | 5                |
| 6. | Japan             | 5      | 1     | 0      | 4     | 51:182        | − 131 | 0             | 4                |

Die Punkteverteilung war wie folgt:
- 4 Punkte bei einem Sieg
- 2 Punkte bei einem Unentschieden
- 0 Punkte bei einer Niederlage (vor möglichen Bonuspunkten)
- 1 Bonuspunkt bei vier Versuchen in einem Spiel
- 1 Bonuspunkt bei einer Niederlage mit weniger als sieben Punkten Unterschied

## Ergebnisse

### Runde 1
| 25. Mai 2007 19:30 AEST | Australien A | 60 : 15        | Tonga                                                             | Sydney Football Stadium Zuschauer: 5.912 Schiedsrichter: Taizō Hirabayashi (Japan) |
| 25. Mai 2007 19:30 AEST | Versuche: Turner (3) Cross (2) Polota-Nau Hewat Schifcofske Erhöhungen: Schifcofske (6) Hewat Straftritte: Schifcofske (2) | (13:8) Bericht | Versuche: Kiole Tupuo Erhöhungen: ʻApikotoa Straftritte: Apikotoa | Sydney Football Stadium Zuschauer: 5.912 Schiedsrichter: Taizō Hirabayashi (Japan) |

| 26. Mai 2007 13:00 FJT | Fidschi                                                                           | 30 : 15        | Japan                                                           | Churchill Park, Lautoka Zuschauer: 5.000 Schiedsrichter: Federico Cuesta (Argentinien) |
| 26. Mai 2007 13:00 FJT | Versuche: Rawaqa Talei Qera Neivua Erhöhungen: Rawaqa (2) Straftritte: Rawaqa (2) | (3:15) Bericht | Versuche: Tachikawa Thompson Erhöhungen: Ando Straftritte: Ando | Churchill Park, Lautoka Zuschauer: 5.000 Schiedsrichter: Federico Cuesta (Argentinien) |

| 26. Mai 2007 15:00 SST | Samoa                                                     | 10 : 31        | Junior All Blacks                                              | Apia Park, Apia Zuschauer: 15.000 Schiedsrichter: James Leckie (Australien) |
| 26. Mai 2007 15:00 SST | Versuche: Lemi Erhöhungen: Williams Straftritte: Williams | (3:12) Bericht | Versuche: Afoa Gear (2) Tuiali’i Filipo Erhöhungen: Donald (3) | Apia Park, Apia Zuschauer: 15.000 Schiedsrichter: James Leckie (Australien) |

### Runde 2
| 2. Juni 2007 13:00 FJT | Fidschi                                   | 8 : 57         | Junior All Blacks | National Stadium, Suva Zuschauer: 21.988 Schiedsrichter: Paul Marks (Australien) |
| 2. Juni 2007 13:00 FJT | Versuche: Lovobalavu Straftritte: Buatava | (3:29) Bericht | Versuche: Laulala Ellis Jane Gear Tuiali’i Strafversuch Hamilton Tu’ipulotu Erhöhungen: Donald (4) Brett (3) Straftritte: Donald | National Stadium, Suva Zuschauer: 21.988 Schiedsrichter: Paul Marks (Australien) |

| 2. Juni 2007 13:30 AEST | Tonga                                                 | 17 : 20        | Japan                                                              | BCU International Stadium, Coffs Harbour Zuschauer: 2.528 Schiedsrichter: Federico Cuesta (Argentinien) |
| 2. Juni 2007 13:30 AEST | Versuche: Tupou Tongaʻuiha Lilo Erhöhungen: ʻApikotoa | (7:10) Bericht | Versuche: Endō Watanabe Erhöhungen: Ando (2) Straftritte: Endo (2) | BCU International Stadium, Coffs Harbour Zuschauer: 2.528 Schiedsrichter: Federico Cuesta (Argentinien) |

| 2. Juni 2007 15:30 AEST | Australien A                                                                                             | 27 : 15        | Samoa                                                                          | BCU International Stadium, Coffs Harbour Zuschauer: 2.528 Schiedsrichter: Taizō Hirabayashi (Japan) |
| 2. Juni 2007 15:30 AEST | Versuche: Polota-Nau Mumm Beale Erhöhungen: Schifcofske (2/2) Hewat (1/1) Straftritte: Schifcofske (2/3) | (13:3) Bericht | Versuche: Vaʻa Thompson Erhöhungen: Williams (1/2) Straftritte: Williams (1/1) | BCU International Stadium, Coffs Harbour Zuschauer: 2.528 Schiedsrichter: Taizō Hirabayashi (Japan) |

### Runde 3
| 19. Mai 2007 15:00 SST | Samoa                                                    | 8 : 3         | Fidschi                | Apia Park, Apia Schiedsrichter: Paul Marks (Australien) |
| 19. Mai 2007 15:00 SST | Versuche: Schwalger 25. n.erh. Straftritte: Williams 78. | (5:3) Bericht | Straftritte: Rawaqa 3. | Apia Park, Apia Schiedsrichter: Paul Marks (Australien) |

| 9. Juni 2007 13:00 TOT | Tonga                                | 13 : 39         | Junior All Blacks                                                                                      | Teufaiva Sport Stadium, Nukuʻalofa Zuschauer: 5.000 Schiedsrichter: Federico Cuesta (Argentinien) |
| 9. Juni 2007 13:00 TOT | Versuche: Lilo (2) Straftritte: Lilo | (13:10) Bericht | Versuche: Filipo Witcombe Holah Tu’ipulotu Tuitavake Hamilton Erhöhungen: Brett (3) Straftritte: Brett | Teufaiva Sport Stadium, Nukuʻalofa Zuschauer: 5.000 Schiedsrichter: Federico Cuesta (Argentinien) |

| 9. Juni 2007 18:00 AEST | Australien A | 71 : 10         | Japan                                             | Willows Sports Complex, Townsville Zuschauer: 4.745 Schiedsrichter: James Bolabiu (Fidschi) |
| 9. Juni 2007 18:00 AEST | Versuche: Holmes (3) Cross (2) Schifcofske Sare Hardy Ma’afu Beale Erhöhungen: Schifcofske (9) Straftritte: Schifcofske | (36:10) Bericht | Versuche: Robins Erhöhungen: Ono Straftritte: Ono | Willows Sports Complex, Townsville Zuschauer: 4.745 Schiedsrichter: James Bolabiu (Fidschi) |

### Runde 4
| 16. Juni 2007 14:00 JST | Japan             | 3 : 13        | Samoa                                                            | Sendai-Stadion, Sendai Zuschauer: 7.905 Schiedsrichter: Tim Hayes (Wales) |
| 16. Juni 2007 14:00 JST | Straftritte: Ando | (3:0) Bericht | Versuche: Faʻatau Erhöhungen: Crichton Straftritte: Crichton (2) | Sendai-Stadion, Sendai Zuschauer: 7.905 Schiedsrichter: Tim Hayes (Wales) |

| 16. Juni 2007 14:30 FJT | Fidschi                                                                     | 15 : 21        | Tonga                                                     | Churchill Park, Lautoka Zuschauer: 3.500 Schiedsrichter: Chris Pollock (Neuseeland) |
| 16. Juni 2007 14:30 FJT | Versuche: Leawere Lovobalavu Erhöhungen: Luvenivali Straftritte: Luvenivali | (15:6) Bericht | Versuche: Hufanga Lutui Vahafolau Straftritte: Lemoto (2) | Churchill Park, Lautoka Zuschauer: 3.500 Schiedsrichter: Chris Pollock (Neuseeland) |

| 16. Juni 2007 16:30 NZST | Junior All Blacks                                                                                         | 50 : 0         | Australien A | Carisbrook, Dunedin Schiedsrichter: Willie Roos (Südafrika) |
| 16. Juni 2007 16:30 NZST | Versuche: Donald Donnelly Lauaki Tuitavake Hamilton Nonu Braid Erhöhungen: Donald (6) Straftritte: Donald | (38:0) Bericht |              | Carisbrook, Dunedin Schiedsrichter: Willie Roos (Südafrika) |

### Runde 5
| 23. Juni 2007 15:00 SST | Samoa | 50 : 3         | Tonga             | Apia Park, Apia Schiedsrichter: Willie Roos (Südafrika) |
| 23. Juni 2007 15:00 SST | Versuche: Johnston (2) Lemi (2) Ulia Schwalger Tuilagi Erhöhungen: Crichton (4) Lui (2) Straftritte: Crichton | (29:3) Bericht | Straftritte: Hola | Apia Park, Apia Schiedsrichter: Willie Roos (Südafrika) |

| 23. Juni 2007 15:00 FJT | Fidschi                                           | 14 : 14       | Australien A                                           | National Stadium, Suva Schiedsrichter: Chris Pollock (Neuseeland) |
| 23. Juni 2007 15:00 FJT | Versuche: Bolavucu (2) Erhöhungen: Luveniyali (2) | (7:3) Bericht | Versuche: Turner Straftritte: Shepherd (2) Schifcofske | National Stadium, Suva Schiedsrichter: Chris Pollock (Neuseeland) |

| 24. Juni 2007 14:00 JST | Japan             | 3 : 51         | Junior All Blacks                                                                                                  | Prinz-Chichibu-Rugbystadion, Tokio Zuschauer: 13.123 Schiedsrichter: Tim Hayes (Wales) |
| 24. Juni 2007 14:00 JST | Straftritte: Endo | (3:10) Bericht | Versuche: Crockett Tu’ipulotu Brett Tuitavake Nonu Wulf Donald Erhöhungen: Brett (2) Donald (2) Straftritte: Brett | Prinz-Chichibu-Rugbystadion, Tokio Zuschauer: 13.123 Schiedsrichter: Tim Hayes (Wales) |